# Кенігсвальде
Кенігсвальде (нім. Königswalde) — громада в Німеччині, розташована в землі Саксонія. Входить до складу району Рудні Гори.
Площа — 19,5 км2. Населення становить 2196 ос. (станом на 31 грудня 2020).